# Allgemeine Deutsche Gewerbe-Ausstellung

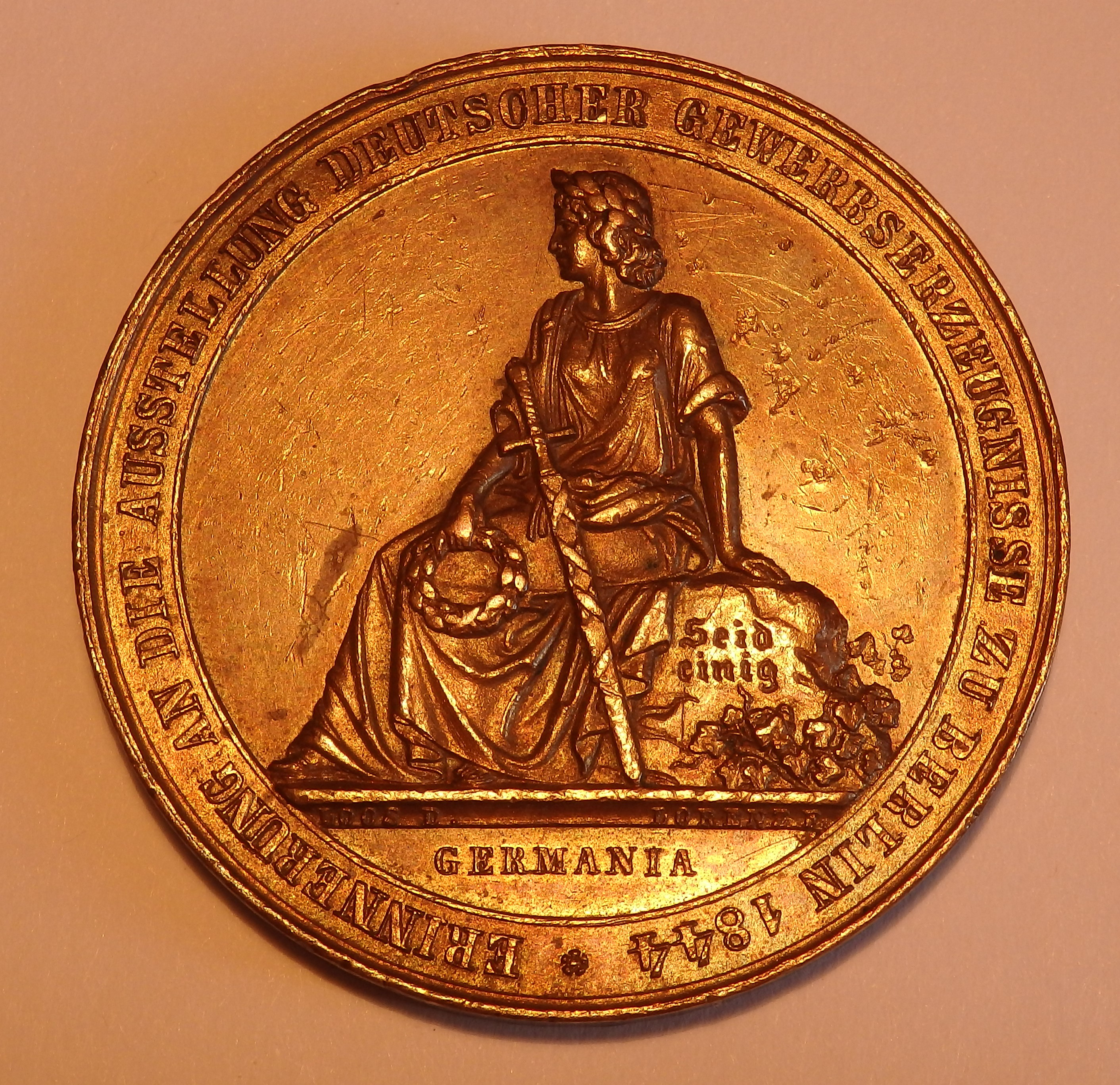
Medaille auf die Berliner Gewerbeausstellung von 1844

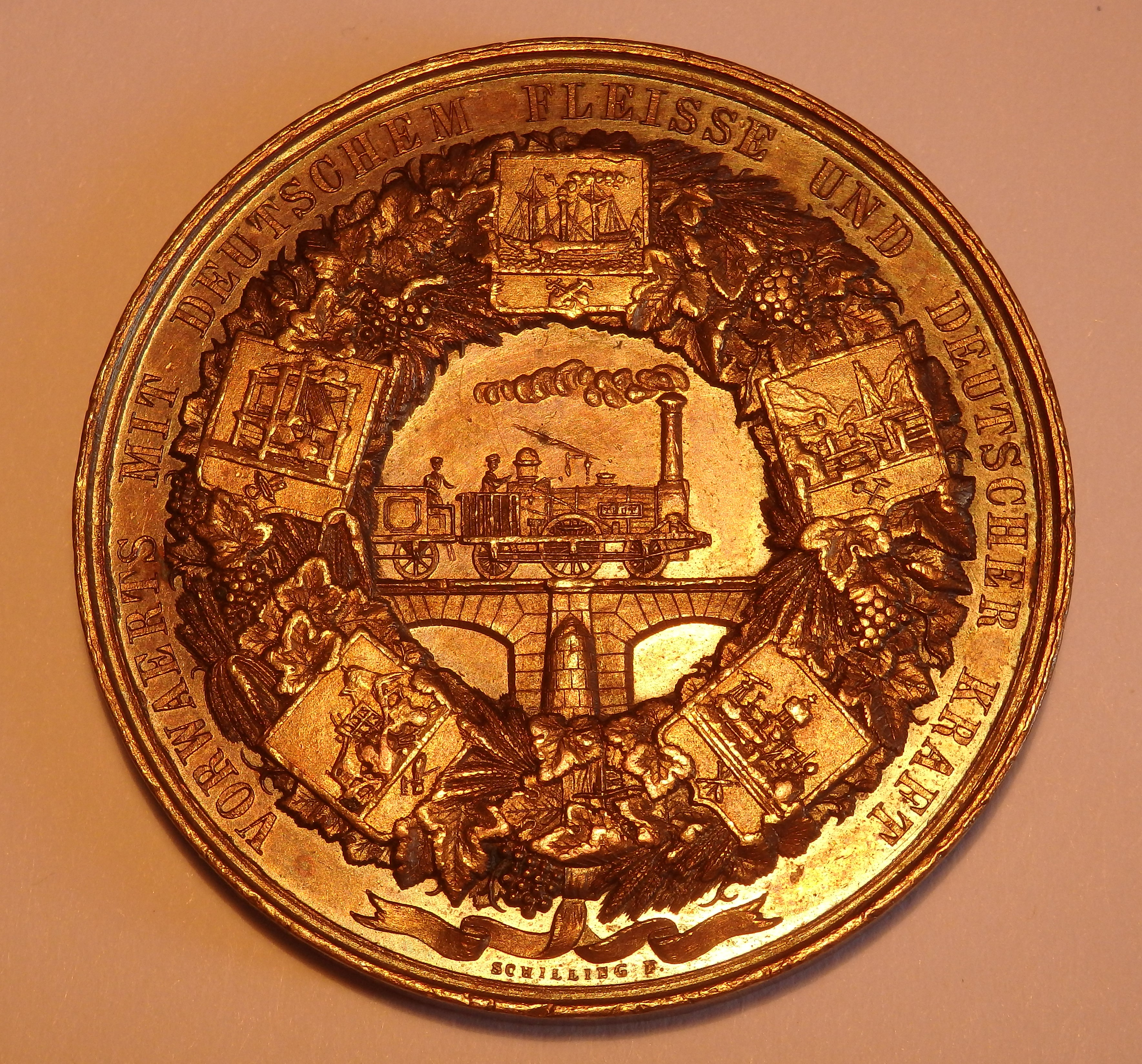
Rückseite der Medaille von 1844, Bronze, 43 mm Durchmesser

Die Allgemeine Deutsche Gewerbe-Ausstellung fand 1844 in Berlin statt und zeigte Handwerks- und Industrieerzeugnisse der Staaten des Deutschen Zollvereins.

## Vorgänger
Der Berliner Gewerbeausstellung von 1844 waren 1822 eine Ausstellung im Gewerbehaus in der Klosterstraße mit 176 Ausstellern vorausgegangen, die überwiegend Erzeugnisse der Textilindustrie zeigte und 1827 eine Ausstellung mit 257 Ausstellern in acht Sälen der Königlich-Preußische Akademie der Wissenschaften Unter den Linden, die ebenfalls hauptsächlich Waren der Textilindustrie vorführte.

## Die Ausstellung
Am 15. August 1844 eröffnete im Berliner Zeughaus der preußische Finanzminister Eduard von Flottwell im Beisein der übrigen Minister die von allen Staaten des Deutschen Zollvereins beschickte gut zweimonatige Gewerbeausstellung. Die Berliner Gewerbeausstellung war eine Leistungsschau der deutschen Wirtschaft mit den Waren von 3040 Handwerkern und Fabrikanten. Landwirtschaftliche Geräte, Textilwaren, Möbel, Porzellan, Chemie, Medizintechnik, Klingen und Messer aus Solinger Stahl, Hinterladergewehre mit gezogenem Lauf aus Suhl und vieles mehr zeigten den Weg hin zur Serienherstellung von Waren in Fabriken statt der teueren Fertigung in Handwerksbetrieben und Manufakturen an, und auch der Fortschritt in der Technologie wurde offensichtlich. 
Allein 685 der ausstellenden Firmen stammten aus Berlin und zeigten die steigende Wirtschaftskraft der Stadt. Von den 69 vergebenen Goldmedaillen konnten die Berliner Aussteller 21 erringen. So auch die Lokomotive Beuth der Berliner Firma Borsig, die eine besondere Attraktion für die 260.000 Besucher der Ausstellung darstellte. 
Das Dampfboot Alexandria der „Seehandlungs-Maschinen-Bauanstalt und Gießerei“ in Moabit konnte nicht weit weg vom Zeughaus auf der Spree besichtigt werden. 